# Campanile di Val Montanaia
Campanile di Val Montanaia – szczyt w Alpach Karnickich. Leży w północnych Włoszech, w prowincji Pordenone, dolinie Val Cimoliana. Szczyt ma strzelisty kształt, często porównywany jest do wieży lub dzwonnicy (ma 300 m wysokości od podstawy). 19 września 1926 r. na szczycie zamontowano dzwon z brązu, na którym wygrawerowano napis "Audentis resonant per me loca muta triumpho".